# Fiestas patronales de San Salvador
Las fiestas patronales de San Salvador o Fiestas Agostinas se celebran en honor al Divino Salvador del Mundo en la ciudad capital de El Salvador. Los eventos principales se realizan el día 5 de agosto, cuando se organiza una procesión con la imagen de Jesucristo que parte de la Basílica del Sagrado Corazón de Jesús y termina frente a Catedral Metropolitana de San salvador. En este sitio se realiza año con año una representación de la Transfiguración. Asimismo, el día 6 de agosto se celebra una misa solemne en el atrio de Catedral Metropolitana para cerrar oficialmente las fiestas patronales.
Aparte del calendario religioso, existen otros eventos como el Desfile del Correo, que anuncia el inicio de las celebraciones y tiene lugar el 1 de agosto, así como la elección y coronación de la reina de las fiestas, el Desfile del Comercio del 3 de agosto, el campo de la feria en donde se ubican los juegos mecánicos, y otros festejos populares organizados por la alcaldía municipal de la ciudad y otras entidades.

## Historia
De acuerdo a una crónica del siglo XVII, en 1526 ya existía la celebración del Divino Salvador del Mundo en San Salvador. De igual manera, el Doctor Alberto Luna la establece desde el mismo año de fundación de la ciudad, es decir, en 1525. En ese tiempo la fiesta era de un carácter cívico y tenía lugar el seis de agosto, probablemente en memoria de la victoria definitiva de los españoles sobre los indígenas de la región. El festejo consistía sacar el "real pendón la víspera y día de dicha fiesta, por las calles principales, con lúcido acompañamiento de caballeros".
Sin embargo, el historiador Pedro Escalante Arce afirma que antes de 1777 predominó la devoción a la Santísima Trinidad, y no al Divino Salvador del Mundo, ya que la villa de San Salvador se estableció en 1528 en el lugar conocido como La Bermuda, siendo puesta bajo aquella advocación. Dicha celebración consistía en desfilar con el pendón real alrededor de la Plaza de Armas.
Sea como fuere, la festividad del seis de agosto fue trasladada, en más de alguna ocasión, a la fecha de Navidad; incluso en el siglo XIX, el presidente Gerardo Barrios lo estipuló así por decreto del 25 de octubre de 1861, debido a que el mes de agosto era la época "más rigurosa en la estación de lluvias".
Por otra parte, en los primeros años de existencia de San Salvador, también había devoción por la Virgen de la Presentación, llamada también "La Conquistadora", aunque se estima que su veneración cedió a la Virgen del Rosario.
La imagen del Divino Salvador del Mundo, coloquialmente llamada "El Colocho", fue esculpida por el terciario de la orden de San Francisco, el maestro Silvestre García el año 1777; a quien además se adjudica el inicio del carácter cívico y religioso de la celebración, pues él mismo se ocupó de organizar una fiesta anual al santo patrón con novenario y jubileo. En ese mismo siglo XVIII se habían instalado las "ferias" en las provincias centroamericanas durante las fiestas patronales, por lo que San Salvador, por ser capital de la provincia salvadoreña, se convirtió en una plaza atractiva. Otra versión asevera que el rey español ya había obsequiado a finales del siglo XVI una imagen del Salvador del Mundo para el recorrido de la procesión.
Tras el fallecimiento de García en 1807, dos años después era nombrada la primera capitana: Doña Dominga Mayorga, quien organizó una "pequeña entrada". Ya para 1810, era fabricada en el atrio de la Iglesia Parroquial (actualmente la Iglesia El Rosario) un "gran volcán", en cuya cima se colocó la imagen. En 1811, se construyó un "modesto carro de madera y papel de colores, sobre el que colocaron al santo patrón para llevarlo en procesión por las principales calles, hasta la Plaza de Armas, en donde tuvo lugar por primera vez el tradicional descubrimiento".
Desde 1777 el recorrido tradicional de la procesión era desde la iglesia El Calvario hasta la Plaza de Armas, a donde se realizaba la transfiguración. Con la construcción de la nueva catedral, en el costado norte de la plaza Barrios, la imagen era llevada posteriormente allí para introducirla. Para 1963, Monseñor Luis Chávez y González decidió, "para darle mayor recorrido a la procesión", que la salida fuese desde la basílica del Sagrado Corazón, ubicada en la calle Arce, hasta la catedral metropolitana. Sin embargo, de acuerdo a un testimonio: 

Los «calvareños», al ver trasformada su tradición, no dudaron en hacer el reclamo al señor arzobispo, quien, como en un gesto de desagravio, promete solemnemente que todos los 5 de agosto, por la mañana, el Divino Salvador del Mundo visitará la iglesia de El Calvario, promesa que todavía se cumple....La imagen es llevada a las ocho de la mañana a la iglesia El Calvario, donde es esperada y recibida solemnemente para después ser llevada en procesión hacia la basílica del Sagrado Corazón, donde, en la tarde, a las 4:00 p. m. en punto empezará su triunfal regreso a la catedral metropolitana y a su llegada hará su transfiguración.

En cuanto al apelativo La Bajada, que recibe la procesión, existen varias explicaciones. Una de ellas es religiosa, la cual conllevaría: 

...la idea del momento en que los discípulos de Jesús bajaron el cuerpo de Jesús de la cruz que estaba en el Gólgota o calvario, el mismo que, colocado en el sepulcro, resucitó al tercer día. Y como en la explicación del evangelio de la Transfiguración se nos dice que este misterio es anticipo de la resurrección de Jesús, tenemos entonces claro el pensamiento religioso de los que tuvieron idearon esta procesión, es decir, representar el descenso de Jesús en el sepulcro y su resurrección al tercer día...

También hay una razón topográfica, ya que según el antropólogo Ramón Rivas: "la iglesia El Calvario en la topografía antigua quedaba más arriba de lo que hoy es la plaza Libertad... de ahí le viene el sobrenombre de La bajada.
Desde año 1787 se tiene noticia de la existencia de la cofradía llamada "la Transfiguración" en la parroquia de San Salvador, que cambió el nombre a Cofradía de San Salvador para 1791. En la actualidad, la procesión la organiza la Asociación Cofradía del Divino Salvador del Mundo.